# Homeward Bound
Singles de Simon et Garfunkel
The Sound of Silence
(1965) I Am a Rock
(1966)
Homeward Bound est une chanson de Simon et Garfunkel composée par Paul Simon, parue en 1966 sur l'album Parsley, Sage, Rosemary and Thyme.
Également parue en 45-tours, elle s'est classée 5e aux États-Unis et 9e au Royaume-Uni.